# پیاده‌نظام کوهستانی

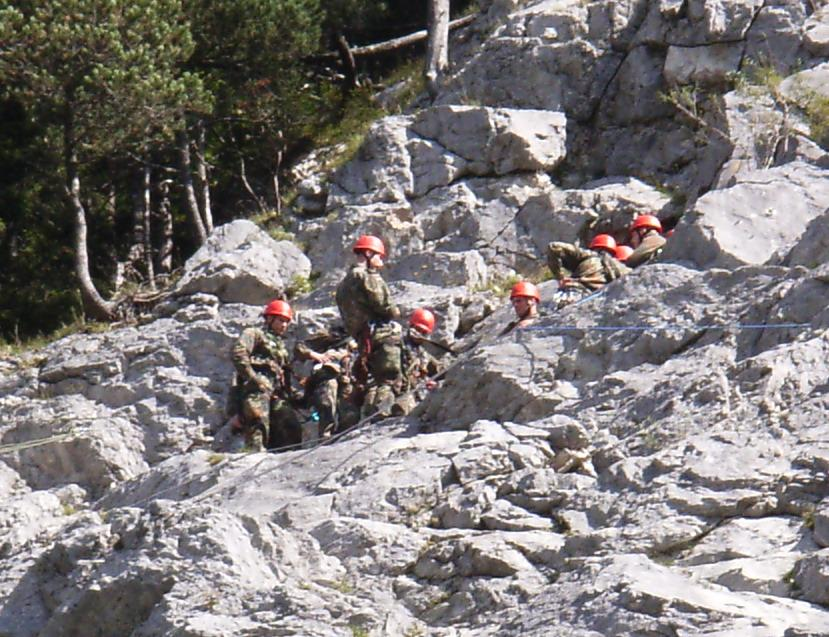
پیاده‌نظام کوهستانی آلمانی در حین تمرین کوهنوردی

پیاده‌نظام کوهستانی (انگلیسی: Gebirgsjäger) پیاده‌نظام سبک بخشی از نیروهای آلپ یا کوهستانی آلمان، اتریش و سوئیس هستند. کلمه Jäger (به معنای "شکارچی") یک اصطلاح مشخص برای پیاده‌نظام سبک در کشورهای آلمانی زبان است.

## در طی جنگ جهانی دوم

نشان Gebirgsjägerbrigade 23 نشان‌دهنده یک سپیدگوهر است که نماد سنتی نیروهای کوهستانی آلمان است.

در طی جنگ جهانی دوم، ورماخت و وافن اس‌اس تعدادی واحد پیاده‌نظام کوهستانی را برپا کرد، که با نشان سپیدگوهر «ادولایس» که روی آستین‌ها و کلاه‌هایشان پوشیده شده بود شناسایی می‌شدند.